# Сиротине (пункт контролю)
50°3′22″ пн. ш. 38°15′43″ сх. д. / 50.05611° пн. ш. 38.26194° сх. д.
Сиро́тине — пункт пропуску через державний кордон України на кордоні з Росією.
Розташований у Луганській області, Троїцький район, неподалік від однойменного села на автошляху місцевого значення. З російського боку розташований пункт пропуску «Клименки», Валуйський район, Бєлгородська область.
Вид пункту пропуску — автомобільний, пішохідний. Статус пункту пропуску — місцевий, з 7.00 до 18.00.
Характер перевезень — пасажирський.
Судячи з відсутності даних про пункт пропуску «Сиротине» на сайті МОЗ, очевидно він може здійснювати лише радіологічний, митний та прикордонний контроль.
Пункт пропуску «Сиротине» входить до складу митного посту «Старобільськ» Луганської митниці.